# Хазетдинов, Разиль Ришатович
Разиль Ришатович Хазетдинов (5 марта 1985, Ульяновск) — российский прыгун с трамплина.
Мастер спорта России (прыжки на лыжах с трамплина). Участник чемпионатов и Кубков России. Призёр Кубка России 2004—2005 гг.
Воспитанник уфимской школы высшего спортивного мастерства. Первый тренер — Владимир Андреевич Никулин, в настоящее время — Рамиль Разяпович Абраров.
Спортивный клуб: СДЮШОР, ШВСМ «Локомотив».
Брат — Хазетдинов, Ильмир Ришатович — мастер спорта международного класса по прыжкам на лыжах.